# Euroliga de 2018–19
A Temporada da Euroliga de 2018–19 foi a 19ª temporada da era moderna da Euroliga e 9ª com patrocínio da empresa aérea Turkish Airlines. A competição sucedeu a Copa dos Campeões Europeus da FIBA , perfazendo desta forma a 62ª edição continental. O Final Four desta temporada foi disputado na Arena Fernando Buesa em Vitoria-Gasteiz, Espanha.

## Equipes participantes
| Clube                            | Localização     | Arena                       | Capacidade | Treinador            |
| -------------------------------- | --------------- | --------------------------- | ---------- | -------------------- |
| Anadolu Efes Istambul            | Istambul        | Arena Abdi İpekçi           | 12.270     | Ergin Ataman         |
| AX Armani Exchange Olimpia       | Milão           | Mediolanum Forum            | 12.700     | Simone Pianigiani    |
| Budućnost VOLI Podgorica(1º)     | Podgorica       | Centro Esportivo Morača     | 4.570      | Aleksandar Džikić    |
| CSKA Moscou                      | Moscovo         | Arena Megasport             | 13.126     | Dimitrios Itoudis    |
| Darüşşafaka Tefken Istambul (EC) | Istambul        | Volkswagen Arena            | 5.240      | ` Ahmet Çakı         |
| FC Barcelona Lassa               | Barcelona       | Palau Blaugrana             | 7.585      | Svetislav Pešić      |
| FC Bayern München (1º)           | Munique         | Audi Dome                   | 6.700      | Dejan Radonjić       |
| Fenerbahçe Beko Istambul         | Istambul        | Ülker Sports Arena          | 13.059     | Želimir Obradović    |
| Herbalife Gran Canaria (4º)      | Las Palmas      | Gran Canaria Arena          | 11.500     | Salva Maldonado      |
| Khimki (2º)                      | Khimki          | Arena Mytishchi             | 8.000      | Georgios Bartzokas   |
| Kirolbet Baskonia                | Vitoria-Gasteiz | Arena Fernando Buesa        | 15.504     | Pedro Martínez       |
| Maccabi FOX Tel Aviv             | Tel Aviv        | Arena Menora Mivtachim      | 10.383     | Neven Spahija        |
| Olympiacos Pireu                 | Pireu           | Estádio da Paz e da Amizade | 11.640     | David Blatt          |
| Panathinaikos Atenas             | Atenas          | OACA                        | 18.989     | Xavi Pascual         |
| Real Madrid                      | Madrid          | WiZink Center               | 15.000     | Pablo Laso           |
| Žalgiris Kaunas                  | Caunas          | Arena Žalgiris              | 15.552     | Šarūnas Jasikevičius |

## Temporada Regular
| Casa\Visitante           | ANA    | ARM     | BUD    | CSK    | DAR    | FCB   | FBA   | FEN    | HER    | KHI    | KIR   | MAC   | OLY   | PAN   | RMA    | ZAL   |
| ------------------------ | ------ | ------- | ------ | ------ | ------ | ----- | ----- | ------ | ------ | ------ | ----- | ----- | ----- | ----- | ------ | ----- |
| Anadolu Efes             |        | 101-95  | 106-68 | 78-80  | 82-68  | 85-90 | 92-70 | 89-83  | 93-74  | 81-72  | 96-85 | 90-77 | 75-65 | 78-62 | 82-84  | 79-93 |
| AX Armani Olimpia        | 81-80  |         | 111-94 | 85-90  | 90-78  | 85-90 | 78-80 | 90-104 | 86-94  | 81-80  | 93-90 | 87-83 | 66-57 | 83-95 | 85-91  | 80-70 |
| Budućnost VOLI Podgorica | 84-91  | 71-82   |        | 93-92  | 75-74  | 67-64 | 75-89 | 65-89  | 75-70  | 90-98  | 99-84 | 68-78 | 76-89 | 67-72 | 73-60  | 60-72 |
| CSKA Moscou              | 102-84 | 101-95  | 99-69  |        | 79-75  | 95-75 | 77-70 | 70-68  | 107-85 | 88-74  | 82-78 | 76-93 | 69-65 | 77-78 | 82-78  | 99-97 |
| Darüşşafaka Istambul     | 88-93  | 92-98   | 71-63  | 65-80  |        | 71-79 | 92-87 | 75-97  | 71-75  | 91-85  | 80-75 | 71-73 | 79-75 | 67-91 | 82-86  | 71-75 |
| FC Barcelona Lassa       | 80-65  | 90-80   | 95-83  | 76-84  | 97-65  |       | 83-73 | 65-84  | 93-64  | 83-74  | 77-67 | 74-58 | 60-69 | 79-68 | 77-70  | 78-72 |
| FC Bayern München        | 71-90  | 93-87   | 93-88  | 79-93  | 116-70 | 73-71 |       | 90-86  | 84-77  | 72-65  | 77-71 | 70-77 | 62-72 | 80-79 | 72-82  | 88-84 |
| Fenerbahçe Beko Istambul | 84-66  | 92-85   | 76-67  | 79-75  | 100-79 | 88-82 | 88-84 |        | 97-72  | 93-85  | 96-87 | 78-75 | 90-75 | 85-66 | 77-70  | 78-61 |
| Herbalife Gran Canaria   | 90-94  | 104-106 | 95-85  | 91-106 | 84-64  | 87-86 | 74-89 | 64-82  |        | 70-99  | 71-84 | 84-78 | 90-67 | 80-99 | 67-75  | 73-66 |
| Khimki                   | 84-85  | 88-90   | 85-69  | 72-80  | 85-84  | 80-87 | 60-71 | 84-78  | 87-72  |        | 77-85 | 71-76 | 66-87 | 76-68 | 75-100 | 74-64 |
| Kirolbet Baskonia        | 92-102 | 80-75   | 82-62  | 76-73  | 82-56  | 70-77 | 76-68 | 72-74  | 83-66  | 104-86 |       | 97-73 | 80-85 | 86-77 | 86-76  | 80-73 |
| Maccabi FOX Tel Aviv     | 71-79  | 94-92   | 81-76  | 86-89  | 77-58  | 99-83 | 95-71 | 70-74  | 90-55  | 79-63  | 79-81 |       | 65-64 | 84-75 | 66-87  | 83-85 |
| Olympiacos Pireu         | 88-81  | 75-99   | 92-70  | 81-97  | 99-74  | 55-76 | 89-69 | 72-73  | 98-77  | 71-57  | 91-87 | 88-80 |       | 79-65 | 88-83  | 68-72 |
| Panathinaikos Atenas     | 88-75  | 83-86   | 87-67  | 96-84  | 75-67  | 76-70 | 77-67 | 69-81  | 102-87 | 94-85  | 72-70 | 89-84 | 93-80 |       | 73-74  | 83-87 |
| Real Madrid              | 92-84  | 92-89   | 89-55  | 88-93  | 109-93 | 92-65 | 91-78 | 101-86 | 89-76  | 79-74  | 97-79 | 91-79 | 94-78 | 89-68 |        | 86-93 |
| Žalgiris Kaunas          | 58-79  | 83-78   | 84-76  | 79-84  | 94-67  | 85-88 | 85-79 | 75-82  | 98-64  | 83-84  | 79-87 | 80-73 | 83-75 | 82-69 | 79-90  |       |

### Classificação Fase Regular
| Pos. | Clube                      | J  | V  | D  | P+   | P-   | SP   | Classificação |
| ---- | -------------------------- | -- | -- | -- | ---- | ---- | ---- | ------------- |
| 1    | Fenerbahçe Beko Istambul   | 30 | 25 | 5  | 2504 | 2237 | 267  | Playoffs      |
| 2    | CSKA Moscou                | 30 | 24 | 6  | 2590 | 2397 | 193  | Playoffs      |
| 3    | Real Madrid                | 30 | 22 | 8  | 2578 | 2342 | 236  | Playoffs      |
| 4    | Anadolu Efes Istambul      | 30 | 20 | 10 | 2562 | 2406 | 156  | Playoffs      |
| 5    | FC Barcelona Lassa         | 30 | 18 | 12 | 2358 | 2282 | 76   | Playoffs      |
| 6    | Panathinaikos OPAP Atenas  | 30 | 16 | 14 | 2382 | 2345 | 37   | Playoffs      |
| 7    | Kirolbet Baskonia          | 30 | 15 | 15 | 2449 | 2378 | 71   | Playoffs      |
| 8    | Žalgiris Kaunas            | 30 | 15 | 15 | 2360 | 2323 | 37   | Playoffs      |
| 9    | Olympiacos Pireu           | 30 | 15 | 15 | 2326 | 2301 | 25   |               |
| 10   | Maccabi FOX Tel Aviv       | 30 | 14 | 16 | 2376 | 2346 | 30   |               |
| 11   | FC Bayern München          | 30 | 14 | 16 | 2348 | 2404 | -56  |               |
| 12   | AX Armani Exchange Olimpia | 30 | 14 | 16 | 2601 | 2600 | 1    |               |
| 13   | Khimki                     | 30 | 9  | 21 | 2333 | 2449 | -116 |               |
| 14   | Herbalife Gran Canaria     | 30 | 8  | 22 | 2317 | 2616 | -299 |               |
| 15   | Budućnost VOLI Podgorica   | 30 | 6  | 24 | 2230 | 2550 | -320 |               |
| 16   | Darüşşafaka Istambul       | 30 | 5  | 25 | 2238 | 2576 | -338 |               |

## Playoffs
|  | Quartas de final | Quartas de final          | Quartas de final |             |    | Semifinais  | Semifinais | Semifinais |  |  | Final | Final        | Final |
|  |                  |                           |                  |             |    |             |            |            |  |  |       |              |       |
|  |                  |                           |                  |             |    |             |            |            |  |  |       |              |       |
|  | 1                | Fenerbahçe                | 3                |             |    |             |            |            |  |  |       |              |       |
|  | 8                | Žalgiris Kaunas           | 1                |             |    |             |            |            |  |  |       |              |       |
|  | 8                | Žalgiris Kaunas           | 1                |             |    | Fenerbahçe  | 73         |            |  |  |       |              |       |
|  |                  |                           |                  |             |    | Fenerbahçe  | 73         |            |  |  |       |              |       |
|  |                  |                           | Anadolu Efes     | 92          |    |             |            |            |  |  |       |              |       |
|  | 4                | Anadolu Efes              | Anadolu Efes     | 92          | 2  |             |            |            |  |  |       |              |       |
|  | 4                | Anadolu Efes              |                  |             | 2  |             |            |            |  |  |       |              |       |
|  | 5                | FC Barcelona Lassa        | 3                |             |    |             |            |            |  |  |       |              |       |
|  |                  |                           |                  |             |    |             |            |            |  |  |       | Anadolu Efes | 83    |
|  |                  |                           |                  | CSKA Moscou | 91 |             |            |            |  |  |       |              |       |
|  | 2                | CSKA Moscou               | 3                |             |    |             |            |            |  |  |       |              |       |
|  | 7                | Kirolbet Baskonia         | 1                |             |    |             |            |            |  |  |       |              |       |
|  | 7                | Kirolbet Baskonia         | 1                |             |    | CSKA Moscou | 95         |            |  |  |       |              |       |
|  |                  |                           |                  |             |    | CSKA Moscou | 95         |            |  |  |       |              |       |
|  |                  |                           | Real Madrid      | 90          |    |             |            |            |  |  |       |              |       |
|  | 3                | Real Madrid               | Real Madrid      | 90          | 3  |             |            |            |  |  |       |              |       |
|  | 3                | Real Madrid               |                  |             | 3  |             |            |            |  |  |       |              |       |
|  | 6                | Panathinaikos OPAP Atenas | 0                |             |    |             |            |            |  |  |       |              |       |

#### Quartas de final
| Time 1                   | Série | Time 2                    | 1º Jogo | 2º Jogo | 3º Jogo  | 4º Jogo | 5º Jogo |
| ------------------------ | ----- | ------------------------- | ------- | ------- | -------- | ------- | ------- |
| Fenerbahçe Beko Istambul | 3 - 1 | Žalgiris Kaunas           | 76 - 43 | 80 - 82 | 66 - 57  | 99 - 82 |         |
| Anadolu Efes Istambul    | 3 - 2 | FC Barcelona Lassa        | 75 - 68 | 72 - 74 | 102 - 68 | 72 - 82 | 80 - 71 |
| CSKA Moscou              | 3 - 1 | Kirolbet Baskonia         | 94 - 68 | 68 - 78 | 84 - 77  | 92 - 83 |         |
| Real Madrid              | 3 - 0 | Panathinaikos OPAP Atenas | 75 - 72 | 78 - 63 | 89 - 82  |         |         |

#### Semifinal
| Time 1                   | Placar  | Time 2                |
| ------------------------ | ------- | --------------------- |
| Fenerbahçe Beko Istambul | 73 - 92 | Anadolu Efes Istambul |
| CSKA Moscou              | 95 - 90 | Real Madrid           |

#### Decisão de terceiro colocado
| Time 1                   | Placar  | Time 2      |
| ------------------------ | ------- | ----------- |
| Fenerbahçe Beko Istambul | 75 - 94 | Real Madrid |

#### Final
| Time 1                | Placar  | Time 2      |
| --------------------- | ------- | ----------- |
| Anadolu Efes Istambul | 83 - 91 | CSKA Moscou |

### Premiação
| Turkish Airlines EuroLeague 2018-19 |
| Rússia                              |
| ----------------------------------- |
| CSKA Moscou Campeão (8° título)     |

## Prêmios Individuais

### MVP por rodada
| Rodada | Jogador              | Equipe                     | Índice |
| ------ | -------------------- | -------------------------- | ------ |
| 1      | Jan Veselý           | Fenerbahçe                 | 34     |
| 2      | Nikola Milutinov     | Olympiacos                 | 33     |
| 2      | Anthony Randolph     | Real Madrid                | 33     |
| 3      | Scottie Wilbekin     | Maccabi Tel Aviv           | 30     |
| 3      | Rodrigue Beaubois    | Anadolu Efes               | 30     |
| 4      | Nando de Colo        | CSKA Moscou                | 27     |
| 5      | Gustavo Ayón         | Real Madrid                | 30     |
| 6      | Cory Higgins         | CSKA Moscou                | 28     |
| 7      | Eulis Báez           | Gran Canária               | 32     |
| 8      | Alexey Shved         | Khimki                     | 30     |
| 9      | Alexey Shved         | Khimki                     | 32     |
| 10     | Zach LeDay           | Olympiacos                 | 42     |
| 11     | Gustavo Ayón (2)     | Real Madrid                | 34     |
| 12     | Derrick Williams     | FC Bayern München          | 35     |
| 13     | Nikola Milutinov (2) | Olympiacos                 | 36     |
| 14     | Vassilis Spanoulis   | Olympiacos                 | 31     |
| 15     | Johnny O'Bryant III  | Maccabi Tel Aviv           | 44     |
| 16     | Nikola Milutinov (3) | Olympiacos                 | 41     |
| 17     | Kostas Papanikolaou  | Olympiacos                 | 31     |
| 18     | Marcelo Huertas      | Kirolbet Baskonia          | 29     |
| 19     | Will Clyburn         | CSKA Moscou                | 27     |
| 20     | Angelo Caloiaro      | Maccabi Tel Aviv           | 33     |
| 21     | Nando de Colo (2)    | CSKA Moscou                | 38     |
| 22     | Krunoslav Simon      | Anadolu Efes               | 34     |
| 23     | Brandon Davies       | Žalgiris Kaunas            | 34     |
| 24     | Ante Tomić           | FC Barcelona Lassa         | 28     |
| 25     | Shane Larkin         | Anadolu Efes               | 43     |
| 26     | Mike James           | AX Armani Exchange Olimpia | 31     |
| 27     | Micheal Eric         | Darüşşafaka Istambul       | 33     |
| 28     | Nick Calathes        | Panathinaikos OPAP Atenas  | 39     |
| 29     | Toney Douglas        | Darüşşafaka Istambul       | 37     |
| 30     | Brandon Davies (2)   | Žalgiris Kaunas            | 34     |

### MVP do mês
| Mês       | Jogador        | Equipe                     | Ref    |
| 2018      | 2018           | 2018                       | 2018   |
| --------- | -------------- | -------------------------- | ------ |
| Outubro   | Walter Tavares | Real Madrid                | [ 32 ] |
| Novembro  | Vasilije Micić | Anadolu Efes               | [ 33 ] |
| Dezembro  | Jan Veselý     | Fenerbahçe                 | [ 34 ] |
| 2019      |                |                            |        |
| Janeiro   | Alex Tyus      | Maccabi Tel Aviv           | [ 35 ] |
| Fevereiro | Mike James     | AX Armani Exchange Olimpia | [ 36 ] |
| Março     | Nick Calathes  | Panathinaikos OPAP Atenas  | [ 37 ] |

### MVP por rodada dosPlayoffs
| Mês       | Jogador         | Equipe            | Ref    |
| --------- | --------------- | ----------------- | ------ |
| 1ª Rodada | Vasilije Micić  | Anadolu Efes      | [ 38 ] |
| 2ª Rodada | Vincent Poirier | Kirolbet Baskonia | [ 39 ] |
| 3ª Rodada | Shane Larkin    | Anadolu Efes      | [ 40 ] |
| 4ª Rodada | Nando de Colo   | CSKA Moscou       | [ 41 ] |

### Líderes em estatísticas

#### Pontos
| # | Jogador | Clube | J | Índice |
| - | ------- | ----- | - | ------ |
| 1 |         |       |   |        |
| 2 |         |       |   |        |
| 3 |         |       |   |        |
| 4 |         |       |   |        |
| 5 |         |       |   |        |

#### Rebotes
| # | Jogador | Clube | J | Índice |
| - | ------- | ----- | - | ------ |
| 1 |         |       |   |        |
| 2 |         |       |   |        |
| 3 |         |       |   |        |
| 4 |         |       |   |        |
| 5 |         |       |   |        |

#### Assistências
| # | Jogador | Clube | J | Índice |
| - | ------- | ----- | - | ------ |
| 1 |         |       |   |        |
| 2 |         |       |   |        |
| 3 |         |       |   |        |
| 4 |         |       |   |        |
| 5 |         |       |   |        |

#### Bolas roubadas
| # | Jogador | Clube | J | Índice |
| - | ------- | ----- | - | ------ |
| 1 |         |       |   |        |
| 2 |         |       |   |        |
| 3 |         |       |   |        |
| 4 |         |       |   |        |
| 4 |         |       |   |        |

#### Tocos/Bloqueios
| # | Jogador | Clube | J | Índice |
| - | ------- | ----- | - | ------ |
| 1 |         |       |   |        |
| 2 |         |       |   |        |
| 3 |         |       |   |        |
| 4 |         |       |   |        |
| 5 |         |       |   |        |

#### Valoração
| # | Jogador | Clube | J | Índice |
| - | ------- | ----- | - | ------ |
| 1 |         |       |   |        |
| 2 |         |       |   |        |
| 3 |         |       |   |        |
| 4 |         |       |   |        |
| 5 |         |       |   |        |